# Сираково (Врачанська область)
Сира́ково (болг. Сираково) — село у Врачанській області Болгарії. Входить до складу общини Борован.

## Населення
За даними перепису населення 2011 року у селі проживали 225 осіб, з них 201 особа (99,0%) — болгари.
Розподіл населення за віком у 2011 році:
Динаміка населення: